# 莫扎法爾王朝
莫扎法爾王朝（波斯語：مظفریان；英語：Muzaffarids）在14世紀伊兒汗國分裂後成為了伊朗的主要勢力。

## 崛起
自阿拉伯帝國統治呼羅珊伊始，莫扎法爾家族已扎根於此地。直到蒙古帝国大舉入侵後，他們便逃亡到亞茲德。在伊兒汗國的統治下，謝拉夫丁·莫扎法爾成為了梅博德（Meybod，今伊朗中部）的總督，拔除擾攘當地的強盜團成為了他的重責。
謝拉夫丁的兒子穆巴里茲丁·穆罕默德在伊兒汗國的宮廷裡長大，他在伊兒汗國君主完者都逝世後返回梅博德。約1319年，穆巴里茲丁·穆罕默德推翻了亞茲德的阿德貝格（總督），伊兒汗國中央政府承認他為亞茲德的總督，接著他便專注於武力對抗一個蒙古部落，他設法在付出最小代價的情況下度過了那一次的危機。
不賽因逝世後，伊兒汗國對伊朗的管治開始崩壞，穆巴里茲丁·穆罕默德遂繼續沿用其對外擴張政策。他在1339年至1340年入侵克爾曼，擊敗當地的蒙古總督庫特布丁。庫特布丁得到赫拉特卡爾提德王朝的支持而一度收復克爾曼。到1340年末，穆巴里茲丁最終牢牢控制著克爾曼，巴姆（Bam）在數年後亦被穆巴里茲丁征服。
穆巴里茲丁征服克爾曼後便與近鄰的蒙古人的因賈王朝（Injuids）為敵，因賈王朝控制著設拉子和伊斯法罕。雖然兩國之間訂立了友好協議，但是因賈王朝的統治者阿布·伊沙克為了奪得克爾曼而在1347年開始向莫扎法爾王朝發動漫長的戰爭。他在圍攻亞茲德不果後的形勢急轉直下，阿布·伊沙克在1353被擊敗，他逃往設拉子繼而投降，接著設法逃往伊斯法罕。穆巴里茲丁追擊阿布·伊沙克，攻陷了伊斯法罕，阿布·伊沙克被處死，法爾斯及伊朗西部便落入穆巴里茲丁控制。
消滅了因賈王朝的莫扎法爾王朝成為了伊朗中部最強大的勢力，莫扎法爾王朝以設拉子為首都，金帳汗國的札尼別有意向莫扎法爾王朝附首稱臣也遭到婉拒。莫扎法爾王朝反而進攻在1357被金帳汗國征服的阿塞拜疆，穆巴里茲丁擊敗了當地的統治者，佔領大不里士。穆巴里茲丁深知他們不能對抗從巴格達前來增援的札剌亦兒王朝軍隊，於是撤退。莫扎法爾王朝多番嘗試奪取大不里士，但札剌亦兒王朝仍能掌控這個城市。
穆巴里茲丁以殘酷見稱，他在1358年被兒子阿布爾·法瓦里斯·沙阿·舒賈囚禁，莫扎法爾王朝和札剌亦兒王朝暫時和解，穆巴里茲丁在1364年死於獄中。

## 沙阿·舒賈的統治

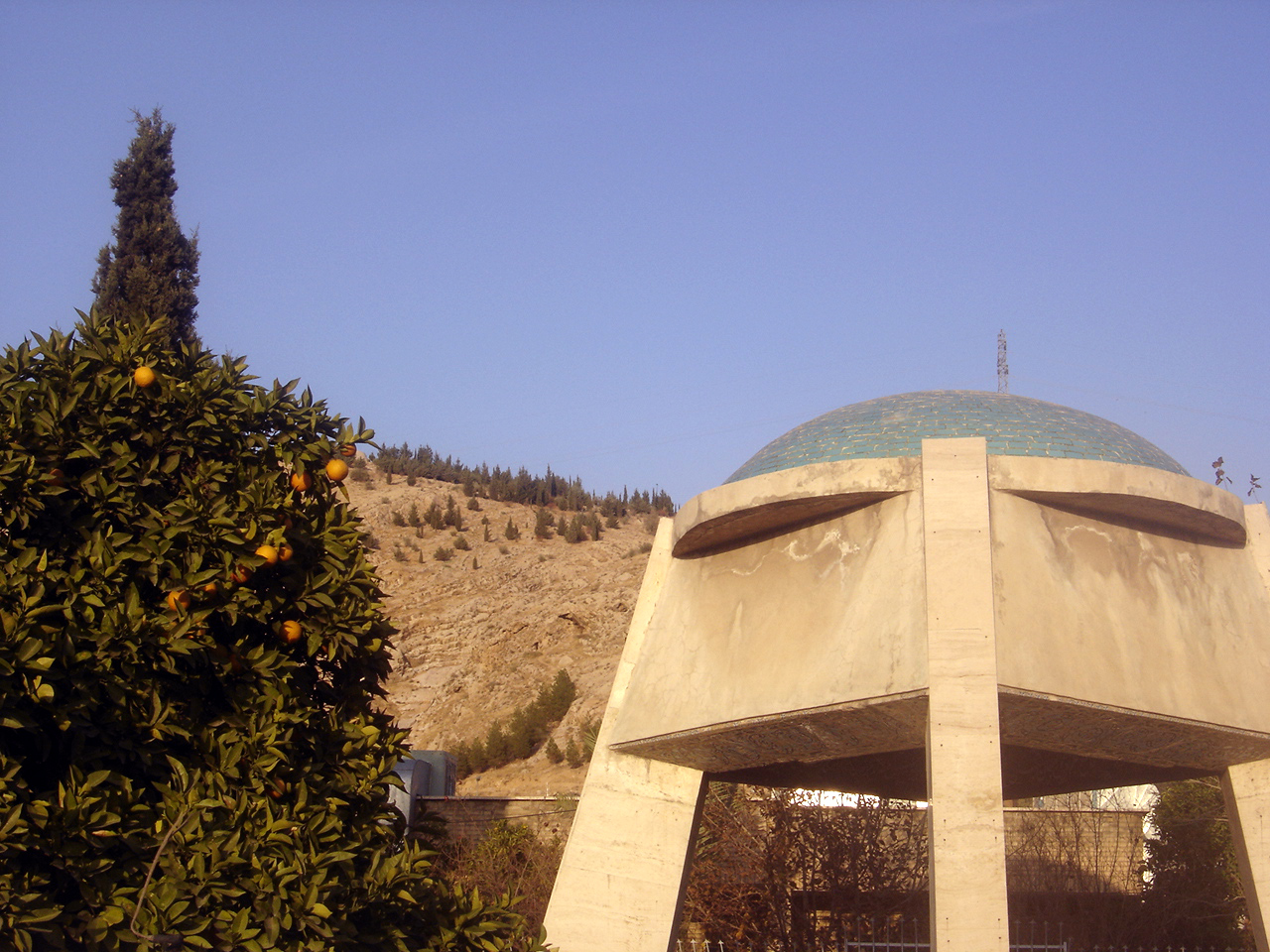
沙阿·舒賈的陵墓，位於伊朗設拉子。

沙阿·舒賈不像父親一樣是暴君，但他與其他兄弟的持續衝突造成國家長時間處於不穩。1363年，沙阿·舒賈向其中一位兄弟、控制著伊斯法罕的沙阿·馬哈茂德起兵進攻。沙阿·馬哈茂德在翌年得到札剌亦兒王朝的岳父謝赫·烏畏思的支持，入侵法爾斯，並攻佔設拉子。沙阿·舒賈在1366年才重奪設拉子。沙阿·馬哈茂德繼續對伊朗的政治局勢發揮影響力，謝赫·烏畏斯在1374年逝世，沙阿·馬哈茂德利用姻親關係索取大不里士。沙阿·馬哈茂德在翌年因病逝世，沙阿·舒賈得以佔據伊斯法罕。
沙阿·舒賈隨後親征大不里士，但他的另一名兄弟沙阿·葉海亞在伊斯法罕發動叛亂，在法爾斯局勢有變的情況下，他不得不折返。沙阿·舒賈提議由兒子扎因·阿比丁迎娶札剌亦兒王朝統治者侯賽因的姐妹，以結和約。札剌亦兒王朝拒絕了這個提議，並入侵莫扎法爾王朝，沙阿·舒賈竭力將札剌亦兒王朝拒之於蘇丹尼耶城外。他在1384年逝世之前指定以兒子扎因·阿比丁為繼承人、三弟伊馬德丁·艾哈邁德為克爾曼的統治者。沙阿·葉海亞對此感到不滿，遂發兵至設拉子，但遭到伊斯法罕居民的驅逐，沙阿·葉海亞逃至亞茲德。沙阿·舒賈在病榻上去信給當時在阿塞拜疆作戰的帖木兒，表示兒子們會向他效忠。

## 衰亡
扎因·阿比丁繼位後旋即拋棄父親的遺命，帖木兒於是大舉入侵莫扎法爾王朝，伊斯法罕的統治者交出了權力，但是城內的叛亂徹底激怒了帖木兒，造成了一場大屠殺。扎因·阿比丁試圖逃往札剌亦兒王朝控制的巴格達，因為札剌亦兒王朝是帖木兒的眼中釘，不過他遭遇到沙阿·葉海亞的兄弟沙阿·曼蘇爾，沙阿·曼蘇爾囚禁了扎因·阿比丁。設拉子很快便被帖木兒控制著，沙阿·曼蘇爾、伊馬德丁·艾哈邁德及莫扎法爾王朝的其他親王在來到設拉子宣稱向帖木兒效忠，帖木兒恢復了他們的地位，設拉子交由沙阿·葉海亞管治，帖木兒返回河中。
莫扎法爾王朝的家族鬥爭死灰復燃，沙阿·曼蘇爾將沙阿·葉海亞逐出設拉子，沙阿·葉海亞再次逃往亞茲德，沙阿·曼蘇爾攻打伊斯法罕未果。同時，扎因·阿比丁逃獄後來到伊斯法罕，他與沙阿·葉海亞、伊馬德丁·艾哈邁德組成聯盟對抗沙阿·曼蘇爾。不過，這個聯盟並不穩固，當他們兵至富爾格的時候發現沙阿·葉海亞並沒有現身，伊馬德丁·艾哈邁德遂火速撤軍，他其後在法沙（Fasa）遇上沙阿·曼蘇爾，結果兵敗被擒，遭到刺瞎和囚禁。沙阿·曼蘇爾又找身在克爾曼的沙阿·葉海亞商討結盟抵抗帖木兒，在遭到冷待後只得返回設拉子。
到處征戰的帖木兒在聞訊後決定在1392年討伐沙阿·曼蘇爾。沙阿·曼蘇爾爭取到薩爾巴達爾·穆盧克為盟友，他讓薩爾巴達爾·穆盧克守備卡尚及莫扎法爾王朝北疆。1393年3月，帖木兒兵至蘇什塔爾及迪茲富勒，並在當地安插一位統治者，又從牢獄中救出伊馬德丁·艾哈邁德。沙阿·曼蘇爾先逃至設拉子，再領軍抗擊帖木兒，沙阿·曼蘇爾率領士氣低落的軍隊英勇作戰，但卻被迫撤退，在撤退至設拉子途中被沙哈魯所獲，並被斬首。莫扎法爾王朝的其他親王再度向帖木兒稱臣，帖木兒禮待他們，其後卻將他們全部處死。只有扎因·阿比丁及蘇丹·謝卜利（沙阿·舒賈的另一名兒子）免於被清洗，他們被轉送至撒馬爾罕。

## 莫扎法爾王朝統治者列表
| 名字              | 在位時間                  |
| 穆巴里茲丁        | 1314年—1358年             |
| 沙阿·舒賈         | 1358年—1364年             |
| 沙阿·馬哈茂德     | 1364年—1366年             |
| 沙阿·舒賈         | 1366年—1384年             |
| 扎因·阿比丁       | 1384年—1387年             |
| 沙阿·葉海亞       | 在設拉子，1387年—1391年   |
| 伊馬德丁·艾哈邁德 | 在克爾曼，1387年—1391年   |
| 沙阿·曼蘇爾       | 在伊斯法罕，1387年—1393年 |

## 註腳
1. ↑  Morgan 1988，第83頁
2. ↑  Houtsma 1993，第798頁
3. ↑  Sicker 2000，第134頁
4. ↑  Houtsma 1993，第775頁
5. ↑  Gibb 1991，第820頁
6. ↑  Bloom & Blair 2009，第217頁
7. ↑  Jackson & Lockhart 1986，第13頁
8. ↑  Bosworth 2004，第266頁
9. ↑  Leeuw 2000，第73頁
10. ↑  Bosworth 2004，第264頁
11. ↑  Jackson & Lockhart 1986，第14頁
12. ↑  Jackson & Lockhart 1986，第7頁
13. ↑  Jackson & Lockhart 1986，第15頁
14. ↑  Jackson & Lockhart 1986，第15-16頁
15. ↑  Jackson & Lockhart 1986，第60頁
16. ↑  Jackson & Lockhart 1986，第60-61頁
17. ↑  Jackson & Lockhart 1986，第62-63頁